# خدایان هم
خدایان هم (انگلیسی: The Gods Themselves) رمانی علمی-تخیلی، نوشتهٔ آیزاک آسیموف است که در سال ۱۹۷۲ منتشر شد؛ و اولین اثر او در ژانر علمی-تخیلی پس از توقفی پانزده ساله (اگر که تبدیل فیلم سفر شگفت‌انگیز به رمان را حساب نکنیم). در سال ۱۹۷۲ این کتاب جایزه نبیولا برای بهترین رمان، و در سال ۱۹۷۳ جایزه هوگو برای بهترین رمان را برد.
خدایان هم به سه بخش اصلی تقسیم می‌شود، که برای اولین بار در مجله‌های کهکشان و جهان‌های شاید به صورت سه داستان پشت‌سرهم چاپ شد.

## یادداشت
1. ↑  این کتاب با عنوان خدایان هم (انتشارات پاسارگاد، چاپ اول زمستان ۱۳۷۳، تیراژ: ۲٬۰۰۰) به ترجمهٔ «هوشنگ غیاثی‌نژاد» منتشر شده‌است.